# Xanthoarctia pseudameoides
Xanthoarctia pseudameoides là một loài bướm đêm thuộc phân họ Arctiinae, họ Erebidae.